# Örnsköldsvik HF
Örnsköldsvik HF – szwedzki klub hokeja na lodzie z siedzibą w Örnsköldsvik.